# Hypleurochilus springeri
Hypleurochilus springeri és una espècie de peix de la família dels blènnids i de l'ordre dels perciformes.

## Morfologia
- Els mascles poden assolir 5 cm de longitud total.[1][2]

## Reproducció
És ovípar.

## Alimentació
Menja poliquets, cucs, algues i crustacis.

## Hàbitat
És un peix marí de clima tropical i associat als esculls de corall que viu fins als 3 m de fondària.

## Distribució geogràfica
Es troba des del sud de Florida (Estats Units) i les Bahames fins al nord de Sud-amèrica.